# Chloridolum violaceicolle
Chloridolum violaceicolle är en skalbaggsart som beskrevs av Maurice Pic 1925. Chloridolum violaceicolle ingår i släktet Chloridolum och familjen långhorningar. Inga underarter finns listade i Catalogue of Life.